# 東経51度線
東経51度線（とうけい51どせん）は、本初子午線面から東へ51度の角度を成す経線である。北極点から北極海、ヨーロッパ、アジア、アフリカ、インド洋、南極海、南極大陸を通過して南極点までを結ぶ。
東経51度線は、西経129度線と共に大円を形成する。

## 通過する地域一覧
東経51度線は、北極点から南極点まで南に向かって以下の場所を通っている。
| 地理座標                                             | 国土・領土・領海 | 備考 |
| ---------------------------------------------------- | ---------------- | --- |
| 北緯90度0分 東経51度0分 / 北緯90.000度 東経51.000度  | 北極海           | |
| 北緯81度9分 東経51度0分 / 北緯81.150度 東経51.000度  | ロシア           | アルトゥル島（ゼムリャフランツァヨシファ）                                                              |
| 北緯81度6分 東経51度0分 / 北緯81.100度 東経51.000度  | バレンツ海       | |
| 北緯80度52分 東経51度0分 / 北緯80.867度 東経51.000度 | ロシア           | ゼムリャ・ゲオルグ（ゼムリャフランツァヨシファ）                                                        |
| 北緯80度33分 東経51度0分 / 北緯80.550度 東経51.000度 | バレンツ海       | |
| 北緯80度6分 東経51度0分 / 北緯80.100度 東経51.000度  | ロシア           | ノルトブルク島（ゼムリャフランツァヨシファ）                                                            |
| 北緯79度55分 東経51度0分 / 北緯79.917度 東経51.000度 | バレンツ海       | |
| 北緯68度28分 東経51度0分 / 北緯68.467度 東経51.000度 | ロシア           | |
| 北緯51度41分 東経51度0分 / 北緯51.683度 東経51.000度 | カザフスタン     | |
| 北緯46度56分 東経51度0分 / 北緯46.933度 東経51.000度 | カスピ海         | |
| 北緯45度0分 東経51度0分 / 北緯45.000度 東経51.000度  | カザフスタン     | マンキシラク半島（英語版）                                                                              |
| 北緯44度49分 東経51度0分 / 北緯44.817度 東経51.000度 | カスピ海         | マンキシラク湾（英語版）                                                                                |
| 北緯44度31分 東経51度0分 / 北緯44.517度 東経51.000度 | カザフスタン     | マンキシラク半島（英語版）                                                                              |
| 北緯43度54分 東経51度0分 / 北緯43.900度 東経51.000度 | カスピ海         | |
| 北緯36度46分 東経51度0分 / 北緯36.767度 東経51.000度 | イラン           | |
| 北緯28度51分 東経51度0分 / 北緯28.850度 東経51.000度 | ペルシャ湾       | |
| 北緯25度59分 東経51度0分 / 北緯25.983度 東経51.000度 | カタール         | |
| 北緯24度35分 東経51度0分 / 北緯24.583度 東経51.000度 | サウジアラビア   | |
| 北緯18度47分 東経51度0分 / 北緯18.783度 東経51.000度 | イエメン         | |
| 北緯15度8分 東経51度0分 / 北緯15.133度 東経51.000度  | インド洋         | アデン湾                                                                                                |
| 北緯11度54分 東経51度0分 / 北緯11.900度 東経51.000度 | ソマリア         | |
| 北緯10度22分 東経51度0分 / 北緯10.367度 東経51.000度 | インド洋         | |
| 南緯9度13分 東経51度0分 / 南緯9.217度 東経51.000度   | セーシェル       | プロビデンス環礁（英語版）                                                                              |
| 南緯9度32分 東経51度0分 / 南緯9.533度 東経51.000度   | インド洋         | ファーカー環礁（英語版）（ セーシェル）のすぐ西を通過 クローゼー諸島（ フランス領南方・南極地域）を通過 |
| 南緯60度0分 東経51度0分 / 南緯60.000度 東経51.000度  | 南極海           | |
| 南緯66度16分 東経51度0分 / 南緯66.267度 東経51.000度 | 南極大陸         | オーストラリア南極領土（ オーストラリアが領有権主張）                                                   |